# 디지털 포토그래피 리뷰
디지털 포토그래피 리뷰(Digital Photography Review) 또는 DPReview는 1998년 11월에 설립된 디지털 카메라와 디지털 사진에 관한 웹사이트이다. 이 웹사이트는 디지털 카메라, 렌즈 및 액세서리에 대한 종합적인 리뷰, 구매 가이드, 사용자 리뷰, 개별 카메라에 대한 포럼을 제공한다. 일반 사진 포럼도 마찬가지이다. 이 웹사이트에는 개별 디지털 카메라, 렌즈, 프린터 및 이미징 응용 프로그램에 대한 정보가 포함된 데이터베이스도 있다. 원래 런던에 본사를 둔 디지털 포토그래피 리뷰와 팀 대부분은 2010년에 워싱턴주 시애틀로 이전했다. 이 회사는 2007년부터 2023년까지 아마존 (기업)의 소유였다.
2023년 3월 21일 DPReview는 곧 운영을 중단하고 해당 웹사이트를 아카이브로 계속 사용할 수 있다고 발표했다. 그러나 이 사이트는 기어 패트롤(Gear Patrol)에 인수되었으며, 2023년 6월 20일에 이전과 같이 계속 운영될 것이라고 발표했다.